# Великосолонцівська сільська рада
Великосолонцівська сільська рада — колишній орган місцевого самоврядування у Новосанжарському районі Полтавської області з центром у c. Великі Солонці.

## Населені пункти
Сільраді були підпорядковані населені пункти:
- c. Великі Солонці
- с. Пологи-Низ